# Meryem Erdoğan
Meryem Erdoğan (* 24. April 1990 als Mariam Tanga) ist eine türkische Leichtathletin äthiopischer Herkunft, die sich auf den Langstreckenlauf spezialisiert hat.

## Sportliche Laufbahn
Erste internationale Erfahrungen sammelte Meryem Erdoǧan im Jahr 2010, als sie für die Türkei an den Europameisterschaften in Barcelona startete. Jedoch wurde sie 2012 des Dopings überführt und all ihre Ergebnisse von 2010 bis 2012 wurden annulliert. 2015 wurde sie in 2:46:42 h Dritte beim Istanbul-Marathon und im Jahr darauf kam sie bei den Europameisterschaften in Amsterdam im Halbmarathon nicht ins Ziel. Anschließend startete sie im Marathonlauf bei den Olympischen Sommerspielen in Rio de Janeiro und gelangte dort nach 2:54:04 h auf Rang 112. 2017 wurde sie beim See Genezareth-Marathon in 2:43:33 h Zweite und 2021 siegte sie in 2:31:37 h beim Trabzon-Marathon. Anschließend startete sie erneut im Marathon bei den Olympischen Sommerspielen in Tokio und konnte dort ihr Rennen nicht beenden. Im Jahr darauf belegte sie bei den Mittelmeerspielen in Oran in 1:14:11 h den vierten Platz im Halbmarathon. 2024 kam sie bei den Europameisterschaften in Rom im Halbmarathon nicht ins Ziel.

## Persönliche Bestleistungen
- 10.000 Meter: 31:55,53 min, 5. Juni 2010 in Marseille
- Halbmarathon: 1:10:16 h, 27. März 2022 in Istanbul
- Marathon: 2:27:57 h, 3. Dezember 2023 in Valencia